# Сириз (Калифорнија)
Сириз (енгл. Ceres) град је у америчкој савезној држави Калифорнија. По попису становништва из 2010. у њему је живело 45.417 становника.

## Демографија
Према попису становништва из 2010. у граду је живело 45.417 становника, што је 10.808 (31,2%) становника више него 2000. године.
| Група             | 2000.          | 2010.          |
| Белци             | 17.361 (50,2%) | 14.277 (31,4%) |
| Афроамериканци    | 951 (2,7%)     | 1.185 (2,6%)   |
| Азијати           | 1.743 (5,0%)   | 3.093 (6,8%)   |
| Хиспаноамериканци | 13.115 (37,9%) | 25.436 (56,0%) |
| Укупно            | 34.609         | 45.417         |